# 傑斯蒙德恩 (加利福尼亞州)
傑斯蒙德恩（英語：Jesmond Dene）是位於美國加利福尼亞州聖地牙哥縣的一個非建制地區。該地的面積和人口皆未知。

## 地理
傑斯蒙德恩的座標為33°10′49″N 117°06′30″W / 33.18028°N 117.10833°W，而該地的平均海拔高度為274米（即900英尺）。